# Mario Capecchi
Mario Renato Capecchi (Verona, 6 oktober 1937) is een Italiaans-Amerikaans geneticus en Nobelprijswinnaar. In 2007 won hij samen met Oliver Smithies en Martin Evans de Nobelprijs voor de Fysiologie of Geneeskunde voor hun ontdekking van principes waarmee specifieke genmodificaties kunnen worden aangebracht bij muizen door gebruik te maken van embryonale stamcellen.

## Biografie
Mario Capecchi werd geboren als zoon van Luciano Capecchi, een Italiaanse airman die later als vermist werd opgegeven toen hij diende bij de luchtafweer in de Western Desert Campaign, en Lucy Ramberg, de in Amerika geboren dochter van schilder Lucy Dodd Ramberg. Tijdens de Tweede Wereldoorlog werd Capecchi’s moeder naar het concentratiekamp Dachau gestuurd als straf voor haar banden met een anti-fascistische groep. Capecchi zelf kwam toen hij 4 jaar was in een weeshuis terecht. In de vier jaar erop leefde hij in verschillende weeshuizen en opvangplaatsen met andere dakloze kinderen.
Pas na de oorlog werd hij herenigd met zijn moeder in Reggio Emilia.
In 1946 stuurde Capecchi’s oom, de Amerikaanse arts Edward Ramberg, hem en zijn moeder geld zodat ze terug konden keren naar de Verenigde Staten. De twee verhuisden naar Pennsylvania om te gaan wonen in een gemeenschap genaamd Bryn Gweled. Hier ging Capecchi naar George School, een kostschool, waar hij in 1956 afstudeerde. In 1961 haalde hij zijn Bachelor of Science in scheikunde en natuurkunde aan het Antioch College. Vervolgens ging hij naar het MIT als afstudeerstudent met het plan om natuurkunde en wiskunde te gaan studeren. Tijdens de studie kreeg hij echter interesse in moleculaire biologie, en stapte over naar de Harvard-universiteit. Hier kwam hij te werken in het lab van James D. Watson, een van de ontdekkers van de structuur van DNA. In 1967 haalde hij aan de Harvard-universiteit zijn Ph.D. in biofysica.
In 1969 werd Capecchi assistant-professor aan het departement van biochemie aan de Harvard Medical School. Hij werd in 1971 gepromoveerd tot Associate Professor. In 1973 ging hij werken bij de Universiteit van Utah. Sinds 1988 is Capecchi onderzoeker aan het Howard Hughes Medical Institute. Tevens is hij lid van de National Academy of Sciences.
Nadat Capecchi zijn Nobelprijs had gewonnen, werd hij benaderd door een Oostenrijkse vrouw genaamd Marlene Bonelli die beweerde dat Capecchi haar lang verloren halfbroer was. In mei 2008 ontmoette Capecchi haar, en bevestigde dat ze inderdaad zijn zus was.